# Olympische Winterspiele 1936/Militärpatrouille
Bei den IV. Olympischen Winterspielen 1936 in Garmisch-Partenkirchen fand ein Militärpatrouillenlauf als Demonstrationssportart statt. Das Internationale Olympische Komitee hatte beschlossen, diesem Bewerb die Aufnahme ins offizielle olympische Programm zu verwehren, wodurch eine weitere Begutachtung als Demonstrationsbewerb obsolet geworden war. Auf ausdrücklichen Wunsch des nationalsozialistischen deutschen Reichskanzlers Adolf Hitler wurde der Militärpatrouillenlauf, der als Vorläufer des heutigen Biathlon gilt, aber doch noch als Demonstrationsbewerb für die Winterspiele 1936 zugelassen.
Biathlon wurde ab 1960 zunächst mit einer Disziplin, dem 20-km-Einzelwettkampf für die Männer, ins olympische Programm aufgenommen.

## Medaillenspiegel
Anmerkung: Die Medaillen waren inoffiziell, die Wertung ging nicht in den offiziellen Medaillenspiegel der Spiele ein.
| Platz | Land     | Gold | Silber | Bronze | Gesamt |
| ----- | -------- | ---- | ------ | ------ | ------ |
| 1     | Italien  | 1    | –      | –      | 1      |
| 2     | Finnland | –    | 1      | –      | 1      |
| 3     | Schweden | –    | –      | 1      | 1      |

## Militärpatrouillenlauf
| Platz | Land             | Sportler                                                           | Gesamtzeit (h) | Strafzeit (min) |
| ----- | ---------------- | ------------------------------------------------------------------ | -------------- | --------------- |
| 01    | Italien          | Enrico Silvestri Luigi Perenni Stefano Sertorelli Sisto Scilligo   | 2:28:35,0      | 0:00            |
| 02    | Finnland         | Eino Kuvaja Olavi Remes Kalle Arantola Olli Huttunen               | 2:28:49,0      | 0:00            |
| 03    | Schweden         | Gunnar Wåhlberg Seth Olofsson Johan Wiksten John Westbergh         | 2:35:24,0      | 0:00            |
| 04    | Österreich       | Albert Bach Edwin Hartmann Franz Hiermann Eugen Tschurtschentaler  | 2:36:19,0      | 0:00            |
| 05    | Deutsches Reich  | Herbert Leupold Johann Hieble Hermann Lochbühler Michael Kirchmann | 2:36:24,0      | 0:00            |
| 06    | Frankreich       | Jacques Faure Marcel Cohendoz Eugène Sibué Jean Morand             | 2:40:55,0      | 0:00            |
| 07    | Schweiz          | Arnold Käch Josef Jauch Eduard Waser Josef Lindauer                | 2:43:39,0      | 3:00            |
| 08    | Tschechoslowakei | Karel Steiner Josef Mateasko Bohuslav Musil Bohumil Kosour         | 2:50:08,8      | 0:00            |
| 09    | Polen            | Władysław Żytkowicz Jan Pydych Józef Zubek Adam Rzepka             | 2:52:27,0      | 0:00            |

Datum: 14. Februar 1936

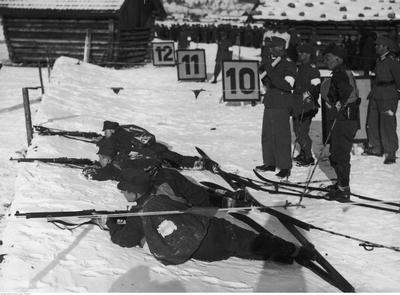
Ein Team beim Schießen während des Patrouillenlaufs 1936

Das Rennen begann um 8:30 Uhr mit einem Startintervall von drei Minuten im Olympia-Skistadion. Als erste Mannschaft verließ Finnland das Stadion, die weitere Startreihenfolge lautete Polen, Italien, Schweiz, Frankreich, Deutschland, ČSSR, Schweiz, Österreich.
Die Strecke führte über 25 km vom Skistadion über Rappenschroffen, Wamberg und Schönau wieder ins Stadion und weiter zum Kochelberg, wo die Schießstände aufgebaut waren. Danach ging es weiter über Petersbad, Rießer Moos, Kreuzeckbahn und Rießersee zur Sprungschanze am Hausberg und wieder zurück ins Skistadion. Der tiefste Punkt lag bei 735 Meter, der höchste bei 1100 Meter bei der „Tonihütte“. Die Schneeverhältnisse waren ideal, auch wenn es vereinzelt vereiste Stellen gab. Die Strecke war fair angelegt, es gab kaum Stürze und es war nur ein Skibruch bei den Schweden zu verzeichnen. Die Temperatur betrug zwischen −3 und +4 Grad Celsius. Bei der Schießübung hatte jeder Schütze fünf Schüsse, um jeweils drei Luftballons in 150 m Zielentfernung zum Zerplatzen zu bringen.
Um die zahlreichen Zuschauer – schon zum Start waren bei 10.000 Personen im Skistadion anwesend – während des Patrouillenlaufs vom aktuellen Renngeschehen zu informieren, waren entlang der gesamten Strecke Kontrollposten aufgestellt worden, die mittels an die Lautsprecheranlage angeschlossener Telefone laufend die Zwischenstände durchgeben konnten. Von den neun gestarteten Mannschaften erreichten alle das Ziel. Der Militärpatrouille der Schweiz wurde zur eigentlichen Laufzeit noch eine Strafzeit von drei Minuten hinzugerechnet, weil sie beim Schießen am Kachelberg einen der drei Ballons nicht getroffen hatte. In Summe war aber, angesichts der bislang immer wieder sehr guten Resultate, deren Abschneiden (auch ohne den Schießfehler hätte es nur zu Rang sechs gereicht), eine Enttäuschung. Demgegenüber überraschten die Österreicher, die sich auf Rang vier klassierten und damit zum Missvergnügen des Publikums das bereits im Ziel eingetroffene deutsche Heimteam verdrängten.
Der italienische Erfolg erfuhr im Heimatland große Anerkennung, da es der erste olympische Goldmedaillengewinn Italiens im nordischen Skisport war – wenn auch in einer nicht offiziellen Wertung. Die vom 40-jährigen Capitano Silvestri, einem erfahrenen Patrouilleur und zweimaligem Sieger des schweren Hochgebirgspatrouillenlaufes „Trofeo Mezzalama“ im Monte-Rosa-Gebiet, geführten Alpini-Soldaten hinterließen einen ausgezeichneten Eindruck. Der faschistische italienische Ministerpräsident Benito Mussolini prämierte alle Mannschaftsmitglieder mit je 30.000 Lire.